# Gosnell, Arkansas
Gosnell là một thành phố thuộc quận Mississippi, tiểu bang Arkansas, Hoa Kỳ. Năm 2010, dân số của thành phố này là 3548 người.

## Dân số
- Dân số năm 2000: 3968 người.
- Dân số năm 2010: 3548 người.